# 上川層雲峡インターチェンジ
上川層雲峡インターチェンジ（かみかわそううんきょうインターチェンジ）は、北海道上川郡上川町字菊水にある旭川紋別自動車道のインターチェンジ。
大雪山黒岳・層雲峡方面への最寄ICとなっている。また、北見・網走方面へ走行する場合にも当ICを降り石北峠を越える。
本項では、ICに隣接する上川管理ステーションについても記載する。

## 歴史
- 2006年（平成18年）11月19日 : 愛山上川IC - 上川天幕出入口間 （愛別上川道路・上川上越道路）の開通に伴い供用開始[1]
- 2010年（平成22年）3月28日 : 上川層雲峡IC - 浮島IC間（上川上越道路）の接続により上川天幕出入口を閉鎖[2]

## 周辺
層雲峡・層雲峡温泉方面へはICから車で約30分移動する。
- 石狩川
- 上川駅（JR北海道・石北本線）
- 上川町役場
- 北海道上川高等学校
- 上川町営中山スキー場
- 上川公園
  - 大雪展望台
- 北の森ガーデン[4]
  - アイスパビリオン[5]
  - くま牧場

## 接続する道路
- 直接接続
  - 北海道道1171号上川層雲峡インター線

- 間接接続
  - 北海道道849号日東東雲線
  - 国道39号
  - 国道273号

## 上川管理ステーション

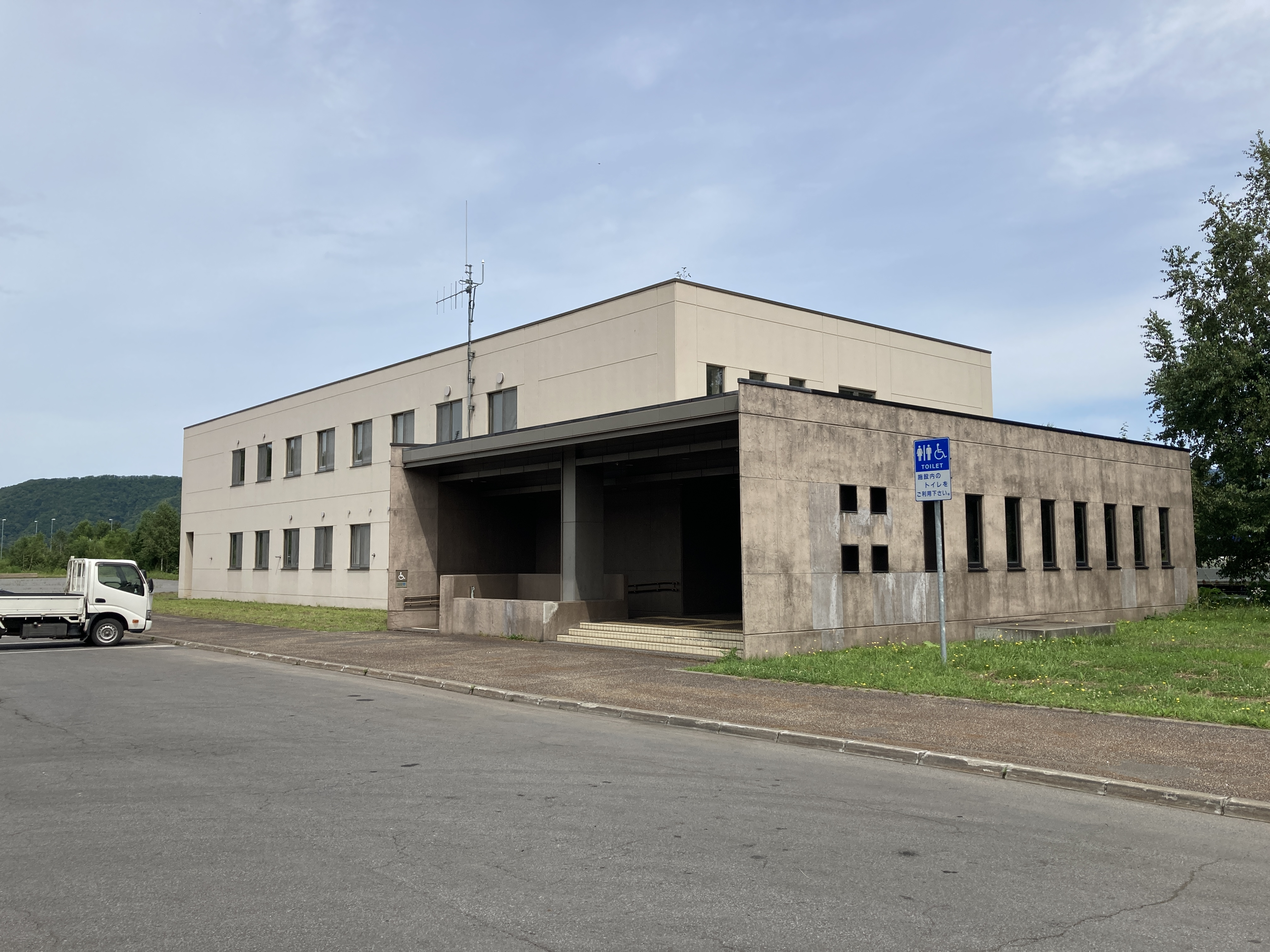
上川管理ステーション管理棟（2022年8月）

ICに隣接して上川管理ステーション（除雪ステーション）が設置されている。駐車場・トイレが一般開放されており、パーキングエリアとして利用する事が出来る。

## 隣
E39 旭川紋別自動車道（愛別上川道路 / 上川上越道路）
(2-1) 愛山上川IC - (3) 上川層雲峡IC - (4) 浮島IC